# Abraham Kamiński
Abraham Izaak Kamiński (geboren 1867 in Wola bei Warschau, Russisches Kaiserreich; gestorben 1918 in Łomża, Polen) war ein jüdischer Theater- und Filmregisseur in Polen im frühen 20. Jahrhundert. Er leitete das Jüdische Theater in Warschau und drehte elf Stummfilme.

## Leben und Wirken
Abraham Kamiński wuchs in einer armen jüdischen Familie bei Warschau auf, das damals zum Russischen Reich gehörte. Er erlernte anfangs wahrscheinlich den Beruf eines Gerbers. 
Seit 1887 tourte er mit einer Amateurtheatertruppe durch das Russische Reich. Seit 1893 leitete er eine eigene Theatergruppe, die ebenfalls durch das Land zog und vor allem Operetten und Unterhaltungsmusiktheater (Vaudeville) spielte. Die Stücke wurden angeblich in deutscher Sprache aufgeführt, da jiddisches Theater in jener Zeit dort verboten war.
Nach der Wiederzulassung jiddischer Theateraufführungen 1904 ließ sich Abraham Kamiński 1905 mit seiner Theatergruppe in Warschau nieder und etablierte dort ein festes Theater. Das Ensemble tourte zeitweise auch weiter durch das Land, 1909 durch die USA. 
Seit 1911/13 hatte Abraham Kamiński ein festes Theater mit 1.500 Plätzen in Warschau (Tatra-Panorama-Rotunde).
1918 starb Abraham Kamiński bei einem Theaterauftritt in Łomża im von deutschen Truppen besetzten Polen.
Abraham Kamiński war mit Esther Rachel Halpern verheiratet. Sie und die Kinder Ida, Regina und Józef waren fester Bestandteil seiner Theatertruppe und setzten die Familientraditionen sehr erfolgreich fort.
Abraham Kamiński übersetzte einige Stücke für das Theater von Maxim Gorki, Friedrich Schiller, Molière und anderen und verfasste einige eigene Texte.
Er war Regisseur bei elf Stummfilmen in Warschau mit Kosmofilm.

## Filmografie (Auswahl)
- 1912: Di fersztojsene
- 1913: Zajn wajbs man
- 1914: Di sztifmuter
- 1916: Di miszpoche Cwi